# Дінтем-Вам'я
Дінте́м-Вам'я́ (рос. Динтем-Вамья) — присілок в Увинському районі Удмуртії, Росія.

## Населення
Населення — 19 осіб (2010; 34 в 2002).
Національний склад станом на 2002 рік:
- удмурти — 94 %

## Урбаноніми[3]
- вулиці — Польова, Центральна